# Вилла-Санта-Мария
Ви́лла-Са́нта-Ма́рия (итал. Villa Santa Maria; на местном диалекте — La Vìlle) — коммуна в Италии, расположена в регионе Абруццо, подчиняется административному центру Кьети.
Население составляет 1479 человек, плотность населения составляет 92 чел./км². Занимает площадь 16 км². Почтовый индекс — 66047. Телефонный код — 0872.
Покровителем города считается святитель Николай Чудотворец, празднование 6 декабря.